# Bestickssilversmed
En bestickssilvermed tillverkar främst bestick, genom att bearbeta silver, koppar, mässing och guld med olika verktyg som till exempel silversmedshammare, smideshammare, vals eller penhammare. Produkten skall av bestickssilversmeden skapas ur ett sammanhängande metallstycke, utan lödningar, för att rätt beskriva yrket. Närliggande yrken är silversmed, guldsmed och gertler.

## Utbildning
Utbildning till bestickssilversmed finns sedan 1968 ej längre i Sverige. Närmsta utbildningsanstalt finns i Köpenhamn, Danmark, på Guldsmedehøjskolen samt i staden Pforzheim, Tyskland. Utbildningen är fyra år lång.